# IPad

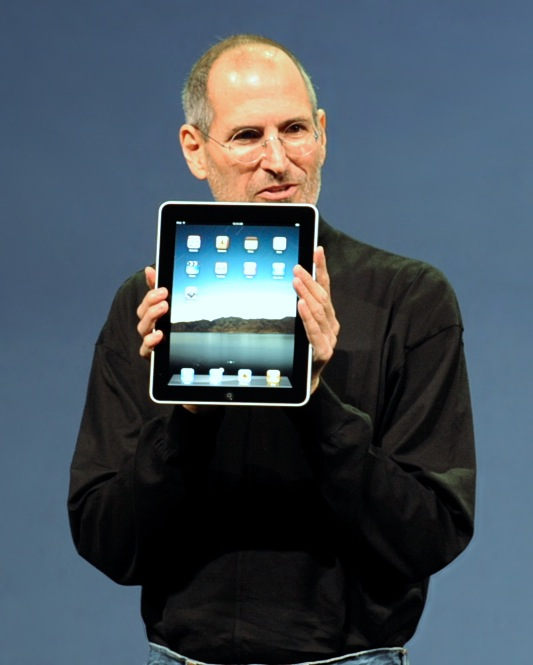
史提夫·喬布斯在2010年第一代iPad的發佈會上介紹產品

iPad （/ˈaɪˈpæd/），是一個由蘋果公司設計銷售的平板電腦產品系列，最早一款iPad在2010年4月3日推出。自2010年至2014年10月，iPad已售出超過2.2億台，佔全球平板电脑市场81%。目前 iPad 一共有四种机型系列：iPad、iPad mini、iPad Air 与 iPad Pro。
iPad的使用者介面是以多點觸控螢幕為主來進行設計，也包括虛擬鍵盤。每一款iPad皆有內建Wi-Fi，某些機型也同時支援行動網路。iPad的基本功能包括錄影、拍照、播放音樂，以及瀏覽網頁和電子郵件等網際網路相關功能。在下載並安裝應用程式後可為iPad加入其他功能，包括執行遊戲、查閱工具书、GPS導航（仅Wi-Fi＋Cellular版）、使用社交網路等。
iPad搭載蘋果公司的iOS（2010－2019年）或iPadOS（2019年起）作業系統。截至2013年10月止，在App Store上有超過475,000個由蘋果和其他公司為iPad設計的應用程式，而非「被強行拉大的智慧型手機應用程式」。

## 發展

### iPad
2010年4月3日，iPad (第一代)為後繼機種建立了許多設計標準，包括9.7英寸的螢幕和實體按鈕的配置位置。
2011年3月11日，iPad (第二代)加入了雙核A5處理器、一個VGA畫質的前置鏡頭，以及720p的後方鏡頭，可用於FaceTime視訊通話。
2012年3月16日，iPad (第三代)採用Retina螢幕、A5X處理器、500萬像素相機鏡頭、高畫質1080p影片錄製、語音輸入和4G（LTE）支援。自iOS 6起，iPad Mini與iPad 3以後的機種可使用Siri語音助理功能。同年11月2日，iPad (第四代)发布，使用A6X處理器，並將原本的30-pin dock接頭改為全數位的Lightning接头。
2017年3月24日，推出平價iPad (第五代)，采用A9处理器。
2018年3月27日，推出平價iPad (第六代)，采用A10处理器。
2019年9月10日，推出平價iPad (第七代)，屏幕尺寸升級至10.2英寸，並支持Smart Keyboard，不過硬件上和上一代一致。
2020年9月15日，發佈iPad（第八代），采用A12处理器。
2021年9月15日，發佈iPad（第九代），采用A13处理器。
2022年10月18日，iPad（第十代）发布，采用A14处理器，支持Type-c接口，因只支持第一代Apple Pencil，苹果又发布了C转Apple Pencil充电口转换器。
2025年3月4日，發佈iPad（第十一代），采用A16处理器。

### iPad mini
2012年11月2日，iPad mini发布，採用了較小的7.9寸螢幕，並與iPad 2有著近似的硬體規格，但改採用Lighting接頭。
2013年11月12日，iPad mini 2发布，採用A7處理器。
2014年10月24日，iPad mini 3續沿用A7處理器，並比照iPad Air 2配備Touch ID。
2015年9月9日，iPad mini 4发布，采用A8处理器。
2019年3月18日，iPad mini 5发布，采用A12处理器。
2021年9月14日，iPad mini 6发布，採用A15處理器。
2024年10月15日，iPad mini 7发布，採用A17 Pro處理器。

### iPad Air
2013年11月1日，iPad Air（第一代）发布，採用A7處理器。
2014年10月24日，iPad Air（第二代）縮減外觀尺寸，採用A8X處理器。
2019年3月18日，iPad Air（第三代）发布，采用A12处理器。
2020年9月16日，iPad Air（第四代）发布，處理器採用A14處理器，外觀上採用了全面屏設計，Touch ID與電源鍵合二為一。
2022年3月8日，iPad Air（第五代）正式發表，採用M1晶片。
2024年5月7日，iPad Air（第六代）正式发布，采用M2芯片。
2025年3月4日，iPad Air（第七代）正式發表，採用M3晶片。

### iPad Pro
2015年9月9日推出的iPad Pro 12.9吋采用A9X处理器，还可以使用全新的Apple Pencil以及外接鍵盤Smart Keyboard。
2016年3月21日推出小尺寸iPad Pro 9.7吋，增加了1,200萬畫素鏡頭、雙色補光燈、TrueTone顯示技術。
2017年6月5日推出的iPad Pro1 12.9吋（第二代）采用和10.5吋螢幕，處理器采用A10X处理器，也支援Apple Pencil以及外接鍵盤Smart Keyboard。
2018年10月30日推出的iPad Pro 12.9吋（第三代）和iPad Pro 11吋（第一代），處理器采用A12X处理器，使用全新的Apple Pencil 2以及新版外接鍵盤Smart Keyboard。
2020年3月18日推出的iPad Pro 12.9吋（第四代）和iPad Pro 11吋（第二代），加入了雙攝模組、雷射雷達模組，處理器採用A12Z處理器，同時推出了配備有背光鍵盤和觸控板的新一代巧控鍵盤。
2021年4月21日推出的iPad Pro 12.9吋（第五代）和iPad Pro 11吋（第三代）发布，採用M1晶片。
2022年10月18日推出的iPad Pro 12.9吋（第六代）和iPad Pro 11吋（第四代）发布，采用M2晶片。
2024年5月7日苹果公司发布了iPad Pro(第七代）13吋（第七代）和 11吋（第五代），采用M4芯片。

## 硬體

### 螢幕和輸入方式
第一和第二代iPad採用1024 x 768像素的觸控式液晶螢幕，尺寸為7.75乘5.82英寸（197乘148），斜角距離為9.7英寸（246.4），並搭配抗指紋與防刮玻璃。史蒂夫·賈伯斯曾表示7英寸的螢幕「太小以致無法表現軟體」，而10英寸是平板螢幕適合的最小尺寸。與iPhone相同，iPad設計成可用手指直接控制，而一般的手套或觸控筆將無法在iPad上使用，必須使用特別製造的手套或电容式觸控筆。第三代起開始採用視網膜螢幕，解析度提高至2048x1536像素（為原1024x768像素的4倍），甚至遠高於一般Full HD電視或電腦顯示器的1920×1080解析度。
螢幕也會受到其他感應器控制：環境光感應器可自動調整螢幕亮度；一個三軸陀螺儀會感應iPad的持握方向，並將螢幕調整成水平或垂直顯示。與只能對應顯示三種方向（垂直、右側水平和左側水平）的iPhone（iPhone 6 Plus 除外）或iPod touch內建應用程式不同，iPad的內件應用程式能支援四個方向的螢幕旋轉顯示。因此iPad並沒有「預設」的使用方向，只有主畫面（Home）鍵會因為握持方向而改變相對位置。
iPad的機身上有四個實體按鍵和開關，包括位在正面靠近螢幕的主畫面鍵，按下後可返回主選單；另有三個實體按鍵和開關在機身側邊：「睡眠/喚醒」和「提高/降低音量」，以及一個在作業系統升級後可改變功能的開關（iPad Air 2沒有此開關）。該開關最初是用在將螢幕鎖定在目前顯示的方向，但在iOS 4.2後，開關的預設功能被改為靜音，而螢幕轉向鎖定的功能則可透過顯示畫面上的虛擬開關控制。在隨後與iPad 2同步推出的iOS 4.3更新中，加入可讓使用者自行決定該開關功能的設定項目（螢幕轉向鎖定或靜音）。
第一代的iPad並無內建相機鏡頭；iPad 2加入一個機身正面的VGA鏡頭和一個背面的720p鏡頭，兩個鏡頭皆可用作拍攝靜態照片（但僅能拍攝30萬像素的低畫質照片）和錄製30fps的影片。後方鏡頭拍攝靜態照片時支援五倍數位變焦。兩個鏡頭所錄製的影片皆為4:3比例的全螢幕影片，與iPhone錄製的16:9寬螢幕影片格式不同。iPad不支援觸控變焦，但可改變自動曝光的偵測點。前後的相機皆可在FaceTime中使用，可讓iPad播打視訊電話至iPhone、iPod touch和運行Snow Leopard以上版本之作業系統的麥金塔電腦。

### 音訊與輸出
iPad在底部設有兩個內建揚聲器，分別負責輸出左右聲道。第一代iPad的聲音是透過機身底部兩個以網格遮蓋的小型溝槽輸出，iPad 2以後至第四代為止的機種則改為從機身背面單一的網孔輸出聲音。iPad Air則在機身底部Lighting連接口兩側各配置一個揚聲器，採用與iPhone 5類似的設計。音量調整按鈕位於機身右側。機身頂部左側有一個3.5釐米的TRRS接孔可供耳機、麥克風或其他設備使用，除了可輸入和輸出音訊之外，也能夠透過具有線控功能的耳機來調整音量大小。iPad也內建有一個可錄音或供FaceTime通訊使用的麥克風。
內建的藍牙2.1 + EDR（第一至四代iPad）、藍牙4.0（iPad Air、iPad Air 2）和藍牙4.2（iPad Pro、iPad 2017、iPad 2018）界面可讓iPad與無線耳機和鍵盤等週邊搭配使用。然而iOS並不支援使用藍牙來進行檔案傳輸。透過專用的連接線或AirPlay無線功能可將iPad的畫面或聲音輸出至電視、投影機、喇叭等設備。

### 電池
iPad使用內建的可充電式鋰離子聚合物電池（Li-ion）。電池是由台灣的新普科技（60%）和順達科技公司製造。iPad的電池是以使用2安培的高電流進行充電而設計，充電方式是使用USB連接線將iPad與包裝內附的5瓦特或12瓦特USB變壓器連接。雖然iPad亦可透過連接一般電腦上的USB接孔進行充電，但這些接孔僅能提供0.5安培的電流量，因此iPad的充電速度可能變得緩慢或完全無法充電。而在蘋果電腦產品上配有的高電量USB接孔則可提供iPad完整充電所需的電流量。

## 型號
|  |

| 作業系統支援                                                                                      | 作業系統支援   | 作業系統支援   | 作業系統支援   | 作業系統支援                | 作業系統支援 | 作業系統支援 |
| iPad                                                                                              | 發佈版本       | 發佈時間       | 最後支援 OS    | 支援結束                    | 支援壽命     | 發佈價格     |
| ------------------------------------------------------------------------------------------------- | -------------- | -------------- | -------------- | --------------------------- | ------------ | ------------ |
| iPad (第一代)                                                                                     | iPhone OS 3.2  | 2010年4月3日   | iOS 5.1.1      | 2012年9月18日               | 2年5个月     |              |
| iPad (第二代)                                                                                     | iOS 4.3        | 2011年3月11日  | iOS 9.3.5      | 2016年9月12日               | 5年6个月     |              |
| The new iPad (第三代)                                                                             | iOS 5.1        | 2012年3月16日  | iOS 9.3.5      | 2016年9月12日               | 4年5个月     |              |
| iPad mini (第一代)                                                                                | iOS 6.0.1      | 2012年11月2日  | iOS 9.3.5      | 2016年9月12日               | 3年10个月    |              |
| iPad with Retina display (第四代)                                                                 | iOS 6.0        | 2012年11月12日 | iOS 10.3.3     | 2017年9月18日               | 4年10个月    |              |
| iPad Air (第一代)                                                                                 | iOS 7.0.3      | 2013年11月1日  | iOS 12.5.7     | 2023年1月23日               | 9年2个月     |              |
| iPad mini (第二代) (with Retina display)                                                          | iOS 7.0.3      | 2013年11月12日 | iOS 12.5.7     | 2023年1月23日               | 9年2个月     |              |
| iPad Air (第二代)                                                                                 | iOS 8.1        | 2014年10月22日 | iPadOS 15.8.2  | 2024年3月5日                | > 9年4个月   |              |
| iPad mini (第三代)                                                                                | iOS 8.1        | 2014年10月22日 | iOS 12.5.7     | 2023年1月23日               | 8年3个月     |              |
| iPad mini (第四代)                                                                                | iOS 9.0        | 2015年9月9日   | iPadOS 15.8.2  | 2024年3月5日                | > 8年5个月   |              |
| iPad Pro 12.9" (第一代)                                                                           | iOS 9.1        | 2015年11月11日 | iPadOS 16.7.1  | 2023年10月10日              | > 7年10个月  |              |
| iPad Pro 9.7"                                                                                     | iOS 9.3        | 2016年3月31日  | iPadOS 16.7.1  | 2023年10月10日              | > 7年6个月   |              |
| iPad (第五代)(2017)                                                                               | iOS 10.2.1     | 2017年3月24日  | iPadOS 16.7.1  | 2023年10月10日              | > 6年6个月   |              |
| iPad Pro 12.9" (第二代)                                                                           | iOS 10.3.2     | 2017年6月13日  | latest iOS     | 2018年10月30日              | > 7年10个月  |              |
| iPad Pro 10.5"                                                                                    | iOS 10.3.2     | 2017年6月13日  | latest iOS     | 2019年3月18日               | > 7年10个月  |              |
| iPad (第六代)                                                                                     | iOS 11.2.6     | 2018年3月27日  | latest iOS     | 2019年9月10日               | > 7年1个月   |              |
| iPad Pro 11" (第一代)                                                                             | iOS 12         | 2018年10月30日 | latest iOS     | 2020年3月18日               | > 6年6个月   |              |
| iPad Pro 12.9" (第三代)                                                                           | iOS 12         | 2018年10月30日 | latest iOS     | 2020年3月18日               | > 6年6个月   |              |
| iPad Air (第三代)                                                                                 | iOS 12         | 2019年3月18日  | latest iOS     | 2020年9月15日               | > 6年1个月   |              |
| iPad mini (第五代)                                                                                | iOS 12         | 2019年3月18日  | latest iOS     | 2021年9月14日               | > 6年1个月   |              |
| iPad (第七代)                                                                                     | iPadOS 13.1    | 2019年9月10日  | latest iPad OS | 2020年9月15日               | > 5年7个月   |              |
| iPad Pro 11" (第二代)                                                                             | iPadOS 13.4    | 2020年3月25日  | latest iPad OS | 2021年4月20日               | > 5年1个月   |              |
| iPad Pro 12.9" (第四代)                                                                           | iPadOS 13.4    | 2020年3月25日  | latest iPad OS | 2021年4月40日               | > 5年1个月   |              |
| iPad Air (第四代)                                                                                 | iPadOS 14.0    | 2020年9月16日  | latest iPadOS  | 2022年3月8日                | >4年7个月    |              |
| iPad (第八代)                                                                                     | iPadOS 14.0    | 2020年9月18日  | latest iPadOS  | 2021年9月14日               | >4年7个月    |              |
| iPad Pro 11" (第三代)                                                                             | iPadOS 14.4    | 2021年4月21日  | latest iPad OS | 2022年10月18日              | > 4年        |              |
| iPad Pro 12.9" (第五代)                                                                           | iPadOS 14.4    | 2021年4月21日  | latest iPad OS | 2022年10月18日              | > 4年        |              |
| iPad (第九代)                                                                                     | iPadOS 15.0    | 2021年9月14日  | latest iPad OS | (current)                   | > 3年7个月   |              |
| iPad mini (第六代)                                                                                | iPadOS 15.0    | 2021年9月14日  | latest iPad OS | (current)                   | > 3年7个月   |              |
| iPad Air (第五代)                                                                                 | iPadOS 15.3.1  | 2022年3月8日   | latest iPad OS | (current)                   | > 3年1个月   |              |
| iPad Pro (第六代)                                                                                 | iPadOS 16.1    | 2022年10月18日 | Latest iPadOS  | (current)                   | 2年6个月     |              |
| iPad (第十代)                                                                                     | iPadOS 16.1    | 2022年10月18日 | Latest iPadOS  | (current)                   | 2年6个月     |              |
| \| 圖例： \| 停止生產和支援 \| 停止生產但支援 \| 當前或仍在銷售 \| *24-month contract required \| |                |                |                |                             |              |              |
| 圖例：                                                                                            | 停止生產和支援 | 停止生產但支援 | 當前或仍在銷售 | *24-month contract required |              |              |